# Mănăstirea Stănișoara
Mănăstirea Stănișoara, numită, până în secolul al XVIII-lea, Nucet, este situată la poalele Masivului Cozia, pe versantul său sudic, pe teritoriul orașului Călimănești, în județul Vâlcea. Numele mănăstirii vine de la stânele de oi ce existau în partea locului.
Complexul mănăstirii Stănișoara a fost inclus pe Lista monumentelor istorice din județul Vâlcea din anul 2015, având codul de clasificare  VL-II-a-B-09699.